# Батрахомеусы
Батрахомеусы (лат. Batrachomoeus) — род морских лучепёрых рыб из семейства батраховых (Batrachoididae). Его наименование образовано от греч. βάτραχος — «лягушка» и [h]omoios — «похожий». Все представители рода распространены в прибрежных водах Австралии и только  B. trispinosus помимо австралийских вод встречается в Арафурском море, у берегов Таиланда, Индонезии и Папуа — Новой Гвинеи, заходит в дельту Меконга. Длина тела составляет от 20 до 35 см. Это придонные хищные рыбы, поджидающие добычу в засаде.

## Классификация
На январь 2019 года в род включают 5 видов:
- Batrachomoeus dahli (Rendahl[нем.], 1922)
- Batrachomoeus dubius (J. White, 1790) — Эстуарный батрахомеус, или эстуарная рыба-жаба[1]
- Batrachomoeus occidentalis Hutchins, 1976
- Batrachomoeus rubricephalus Hutchins, 1976
- Batrachomoeus trispinosus (Günther, 1861)